# 奥尔霍迈诺斯
奥尔霍迈诺斯（希臘語：Ορχομενός）是希腊中希臘大區维奥蒂亚专区的市镇。市镇面积为436.4平方公里，2021年人口数量为9,381人。奥尔霍迈诺斯也是一考古遗址地。
奥尔霍迈诺斯是希腊神话中众多故事的发生地。

## 行政
现今范围的市镇设立于2011年地方政府改革中，由原两个市镇合并而成，原市镇则成为此市镇的两个市区。奥尔霍迈诺斯市区（即原奥尔霍迈诺斯市镇）的面积为230.098平方公里，2021年人口数量为7,105人。